# Subha Venkatesan
Subha Venkatesan (* 31. August 1999 in Tiruchirappalli, Tamil Nadu) ist eine indische Sprinterin, die sich auf den 400-Meter-Lauf spezialisiert hat. Mit der indischen Mixed-Staffel wurde sie 2023 und 2025 Asienmeisterin.

## Sportliche Laufbahn
Erste internationale Erfahrungen sammelte Subha Venkatesan 2016 bei den Juniorenasienmeisterschaften in der Ho-Chi-Minh-Stadt, bei denen sie mit der indischen 4-mal-400-Meter-Staffel in 3:43,57 min die Goldmedaille gewann. Anschließend nahm sie mit der Staffel an den U20-Weltmeisterschaften in Bydgoszcz teil und schied dort mit 3:45,07 min im Vorlauf aus. Zwei Jahre später gewann sie bei den Juniorenasienmeisterschaften in Gifu in 3:41,11 min die Silbermedaille mit der Staffel hinter Japan und belegte im 200-Meter-Lauf in 24,77 s den siebten Platz. Anschließend schied sie bei den U20-Weltmeisterschaften in Tampere mit der Staffel mit 3:39,10 min erneut in der Vorrunde aus. 2019 nahm sie mit der Staffel an den Weltmeisterschaften in Doha teil und konnte sich dort mit 3:29,42 min nicht für das Finale qualifizieren. 2021 startete sie mit der Mixed-Staffel bei den Olympischen Sommerspielen in Tokio und kam dort mit 3:19,93 min nicht über den Vorlauf hinaus. 
2023 siegte sie in 3:14,70 min in der Mixed-Staffel bei den Asienmeisterschaften in Bangkok gemeinsam mit Rajesh Ramesh, Aishwarya Mishra und Amoj Jacob und stellte damit einen neuen Landesrekord auf. Zudem gewann sie mit der Frauenstaffel in 3:33,73 min gemeinsam mit Rezoana Mallick Heena, Aishwarya Mishra und Jyothika Sri Dandi die Bronzemedaille hinter den Teams aus Vietnam und Sri Lanka. Im Oktober nahm sie an den Asienspielen in Hangzhou teil und gewann dort in der Mixed-Staffel in 3:14,34 min gemeinsam mit Muhammed Ajmal Variyathodi, Vithya Ramraj und Rajesh Ramesh die Silbermedaille hinter dem bahrainischen Team. Im Jahr darauf sicherte sie der 4-mal-400-Meter-Staffel bei den World Athletics Relays 2024 auf den Bahamas einen Startplatz für die Olympischen Sommerspielen in Paris, bei denen sie mit 3:32,51 min im Vorlauf ausschied. Bei den World Athletics Relays 2025 in Guangzhou verpasste sie mit der Mixed-Staffel die Direktqualifikation für die Weltmeisterschaften in Tokio. Anschließend siegte sie bei den Asienmeisterschaften in Gumi in 3:18,12 min in der Mixed-Staffel sowie in 3:34,18 min auch mit der Frauenstaffel.
In den Jahren 2021 und 2023 wurde Venkatesan indische Meisterin in der 4-mal-400-Meter-Staffel sowie 2023 auch in der Mixed-Staffel.

## Persönliche Bestleistungen
- 200 Meter: 24,59 s (−0,9 m/s), 18. Februar 2021 in Patiala
- 300 Meter: 37,96 s, 17. August 2019 in Ústí nad Orlicí
- 400 Meter: 52,34 s, 12. Juni 2024 in Bengaluru